# Ménil-Hermei
Ménil-Hermei là một xã của tỉnh Orne, thuộc vùng hành chính Normandie miền tây bắc nước Pháp.

## Dân số
| Năm | 1962 | 1968 | 1975 | 1982 | 1990 | 1999 | 2004 |
| --- | ---- | ---- | ---- | ---- | ---- | ---- | ---- |
| Dân số | 221  | 208  | 203  | 210  | 176  | 155  | 176  |
| From the year 1962 on: No double counting—residents of multiple communes (e.g. students and military personnel) are counted only once. |      |      |      |      |      |      |      |